# Habranthus albispiritus
Habranthus albispiritus é uma espécie de planta do gênero Habranthus.